# Première neige, premier amour
 (octobre 2019).
Si vous disposez d'ouvrages ou d'articles de référence ou si vous connaissez des sites web de qualité traitant du thème abordé ici, merci de compléter l'article en donnant les références utiles à sa vérifiabilité et en les liant à la section « Notes et références ».
Pour les articles homonymes, voir Première Neige.
Première neige, premier amour (SnowComing) est un téléfilm américano-canadien réalisé par Peter DeLuise diffusée en 2019, avec dans les rôles principaux Trevor Donovan et Lindy Booth. Il a été diffusé en France pour la première fois le 24 octobre 2019, 10 mois après sa diffusion américaine.
Samantha retombe amoureuse de son amour de jeunesse devenu célèbre quaterback durant la fête de la première neige de son village natal.

## Synopsis
Samantha devrait vivre sa passion en éditant des romans "jeunes adultes" mais ne se sent pas épanouie. Elle rentre donc chez son père, coach en football tout juste à la retraite, pour la traditionnelle fête de la première neige. Arrivée dans son village natal, elle revoit son premier amour, Jake, devenu un célèbre quaterback. Il l'avait abandonnée au bal lorsqu'ils étaient jeunes, brisant le cœur de Samantha.
Profitant de sa notoriété pour sauver la bibliothèque du lycée, elle trouve le goût de transmettre ses lectures, et celui de passer du temps avec Jake. Elle retombe alors amoureuse mais doit faire face à une journaliste à la recherche d'un scoop sur le fameux joueur de football américain.

## Fiche technique
- Titre original : SnowComing
- Titre français : Première neige, premier amour
- Réalisation : Peter DeLuise
- Scénario : Besty Morris[3]
- Direction artistique : Karl-Line-Heller
- Directrice artistique : Tink
- Montage : Rick Martin
- Musique : Hamish Thomson
- Voix française : Nice Fellow
- Enregistrement et mixage : Nice Fellow
- Adaptation : Julia Roche

- Durée : 95 minutes
- Langue originale : anglais
- Genre : Romance
- Date de sortie : 2019

## Distribution
- Trevor Donovan (VF : Mathias Kozlowski) : Jake
- Lindy Booth[4] (VF : Adeline Moreau) : Samantha
- Joe Theismann : Lenny
- Ed Marinaro (VF :Hervé Joly) : Coach Kerrigan
- Caitlin Stryker (VF : Elsa Davoine) : Diana
- Andrew Dunbar : Graham
- Lynda Boyd : Alice
- Jordan Ashley Olson : Sage
- Pauline Egan : Cassie